# Comuna Cernîhiv, Zboriv
Cernîhiv (în ucraineană Чернихів) este o comună în raionul Zboriv, regiunea Ternopil, Ucraina, formată din satele Cernîhiv (reședința) și Hleadkî.

## Demografie
Componența lingvistică a comunei Cernîhiv
     Ucraineană (99,59%)
     Alte limbi (0,41%)
Conform recensământului din 2001, majoritatea populației comunei Cernîhiv era vorbitoare de ucraineană (99,59%), existând în minoritate și vorbitori de alte limbi.